# Svensbyn
Svensbyn est une localité de la commune de Piteå dans le comté de Norrbotten en Suède.
Sa population était de 318 habitants en 2019.